# Louis Chamniern Santisukniram

Bischofswappen von Louis Chamniern Santisukniram

Louis Chamniern Santisukniram (Thai: หลุยส์ จำเนียร สันติสุขนิรันดร์; * 30. Oktober 1942 in Ban Nong Saeng, Landkreis Mueang Nakhon Phanom, Provinz Nakhon Phanom) ist ein thailändischer Geistlicher und emeritierter römisch-katholischer Erzbischof von Thare und Nonseng.

## Leben
Paul VI. weihte ihn am 17. Mai 1970 zum Priester. 
Papst Johannes Paul II. ernannte ihn am 5. November 1998 zum Bischof von Nakhon Sawan. Der Erzbischof von Bangkok, Michael Michai Kardinal Kitbunchu, spendete ihm am 23. Januar 1999 die Bischofsweihe; Mitkonsekratoren waren Joseph Banchong Aribarg, Altbischof von Nakhon Sawan, und Lawrence Khai Saen-Phon-On, Erzbischof von Thare und Nonseng. 
Am 1. Juli 2005 wurde er zum Erzbischof von Thare und Nonseng ernannt und am 20. August desselben Jahres in das Amt eingeführt. Papst Franziskus nahm am 13. Mai 2020 das von Louis Chamniern Santisukniram aus Altersgründen vorgebrachte Rücktrittsgesuch an.